# Дівчинка та зайці
«Дівчинка та зайці» (рос. Девочка и зайцы) — радянський анімаційний фільм 1985 року Творчого об'єднання художньої мультиплікації студії Київнаукфільм, режисер — Алла Грачова. Мультфільм озвучено російською і українською мовами.

## Сюжет
В зимовий день маленька дівчинка каталася в лісі на лижах. Їй зустрілися два зайця. Їм було дуже холодно. Дівчинка дала їм свою теплу хусточку, і зайці зігрілися. Прийшла дівчинка додому, а мати питає: «А де хустка?». Дізнавшись, послала знову дочку в ліс і дала з собою пиріжок. Зустрівши лисицю, яка полювала на зайців, дівчинка віддала їй пиріжок.

## Над фільмом працювали
- Автор сценарію: М. Дейнего;
- Художник-постановник: Едуард Кірич;
- Режисер: Алла Грачова;
- Композитор: Іван Карабиць (у титрах І. Карабиц);
- Оператор: Олександр Мухін;
- Звукооператор: Ігор Погон;
- Мультиплікатори: Костянтин Чикін, Михайло Титов, Олександр Лавров, В. Омельчук, Костянтин Баранов, Володимир Врублевський;
- Асистенти: О. Янковська, Ольга Раєнок, Ада Лапчинська;
- Монтаж: С. Васильєва;
- Редактор: Світлана Куценко;
- Директор картини: Іван Мазепа.

### Ролі озвучили:
- Богдан Бенюк (українське і російське озвучення);
- С. Святненко (українське озвучення);
- Ольга Басько (у російській версії Оля Пасько) (українське і російське озвучення);
- Людмила Томашевська (російське і українське озвучення);
- Е. Слуцька (російське озвучення);
- Микола Лозовський (російське озвучення).